# Don Airey
Donald Smith "Don" Airey, keyboardspelare, född den 21 juni 1948 i Sunderland, England. Airey har medverkat på över 200 album, bland annat på Black Sabbaths album Never Say Die! samt Rainbows album Down To Earth. Don Aireys största framgång kom dock när han 1980 gick med i Ozzy Osbournes band och spelade in skivan Blizzard of Ozz som sålde guld på en vecka. Introt till låten Mr Crowley är Don Aireys mest kända verk för den breda massan.
Airey anslöt sig till det legendariska hårdrocksbandet  Deep Purple 2001 då Jon Lord på grund av sjukdom lämnade gruppen. Året därpå blev Airey ordinarie klaviaturspelare i bandet då Jon Lord beslöt sig för att pensionera sig. 
Don Airey har under sin karriär samarbetat med några av de största namnen inom musikindustrin, som till exempel Gary Moore, Thin Lizzy, Cozy Powell, Jethro Tull, Judas Priest och Whitesnake.